# Makundapur
Makundapur è una suddivisione dell'India, classificata come census town, di 4.974 abitanti, situata nel distretto di Ganjam, nello stato federato dell'Orissa. In base al numero di abitanti la città rientra nella classe VI (meno di 5.000 persone).

## Geografia fisica
La città è situata a 19° 38' 05 N e 84° 42' 17 E.

## Società

### Evoluzione demografica
Al censimento del 2001 la popolazione di Makundapur assommava a 4.974 persone, delle quali 2.548 maschi e 2.426 femmine. I bambini di età inferiore o uguale ai sei anni assommavano a 610, dei quali 313 maschi e 297 femmine. Infine, coloro che erano in grado di saper almeno leggere e scrivere erano 3.526, dei quali 2.060 maschi e 1.466 femmine.